# 織田兄第
織田兄第（おだきょうだい）は元ライトノベル作家、ゲームクリエイター。広島県出身。作家としては、兄・織田健司と弟・織田彰の二人で執筆を分担していた。元コンパイル社員として、ぷよぷよや魔導物語シリーズなどの企画・制作を行う。兄・織田健司はマンガ系・ゲーム系専門学校でゲーム企画やシナリオの講義を行っている。2010年より、教える環境を自ら整え、広島ものづくりジムを設立。後進の指導に当たっている。

## 作品リスト
- メディアファクトリー MF文庫J
  - 感応者SAKI／ネットストーカーの罠
  - ハイブリッド学園悪魔的な彼女
  - ハイブリッド学園2／博士のビミョーな愛情
  - ハイブリッド学園3／誰がためにカレーはある

- スクウェア・エニックス EX文庫
  - ドリームパーティー（新書版）

- ソフトバンク GA文庫
  - ハノン　～君の目指す明日へ～
  - EX!

- ホビージャパン HJ文庫
  - ハカナさんがきた!
  - フラグの王子様

- 1hour文庫（電子書籍限定）
  - Pa・ペット!
  - くれないの妹
  - むげんのそら